# Panjab
|  | Per a altres significats, vegeu «Panjab (desambiguació)». |

Regió del Panjab i les fronteres actuals

El Panjab (en panjabi: ਪੰਜਾਬ o پنجاب) és una regió geogràfica i històrica d'Àsia, constituïda per territoris als estats actuals del Pakistan i l'Índia, on formen bàsicament la província pakistanesa del Panjab i l'estat del Panjab, si bé també cal considerar dins la regió algunes zones de l'estat d'Haryana i del d'Himachal Pradesh a l'Índia, i de la província de la Frontera del Nord-oest al Pakistan, així com territoris del sud de Caixmir. La llengua nacional és el panjabi.
El nom Panjab prové del persa پنج (panj: 'cinc') i اب (āb: 'aigua'), que significa 'regió dels cinc rius'. Aquests rius a què fa referència el nom del país, tributaris de l'Indus, són el Beas, el Chenab, el Jhelum, el Ravi i el Sutlej. Els cinc rius, ara dividits entre l'Índia i el Pakistan, s'uneixen per formar el Panjnad, afluent de l'Indus.
En aquesta regió fou on es va desenvolupar el sikhisme, que hi va arribar a exercir el poder a la primera meitat del segle xix; i és d'on procedeix el poble gitano.
La província britànica del Panjab abraçava tota la regió i, a més a més, Haryana i Himachal Pradesh.